# سیارک ۴۱۱۱
سیارک ۴۱۱۱ (به انگلیسی: 4111 Lamy، نامگذاری:1981EN12) چهار هزار و صد و یازدهمین سیارک کشف شده‌است که در ۱ مارس ۱۹۸۱ کشف شد.
قدر مطلق سیارک برابر ۱۵٫۰۰ است.